# Fader Brown
Fader Brown, original Father Brown, är en fiktiv präst och problemlösare i 48 noveller, fördelade på fem novellsamlingar (1911–1935) av den brittiske författaren G.K. Chesterton. Han gjorde sin debut i novellen "The Blue Cross" den 23 juli 1910.

## Figuren Fader Brown
Fader Brown (som aldrig fått något förnamn) är en kort, tjock katolsk präst från Cobhole i Essex, numera bosatt i London. Han bär formlösa kläder och ett stort paraply som han ofta tappar bort, och har en otrolig insikt i mänsklig ondska. Han åtföljs i de första novellerna av den före detta brottslingen Flambeau.
Till skillnad från sin mer kände samtida Sherlock Holmes tenderar Fader Browns metod vara mer intuitiv än deduktiv. Han förklarar sin metod så här i The Secret of Father Brown: "Du förstår, jag hade mördat dem allihop själv... Jag hade planerat varenda brott väldigt noggrant. Jag hade tänkt ut precis hur det skulle gå till, och på vilket sätt och i vilken sinnesstämning man skulle kunna göra det. Och när jag visste att jag kände precis som mördaren, då visste jag självklart vem mördaren var." Han förklarar också att anledningen till att han vet så mycket om hemskheter är att han ägnar sitt liv åt att lyssna till människors bekännelser.

## Berättelserna
Berättelserna innehåller, trots att Fader Brown är religiös, ofta en rationell förklaring till hur han löste fallet. Fader Brown betonar i själva verket rationalitet. Vissa berättelser driver till och med med skeptiska personer som blir övertygade om en övernaturlig förklaring när något märkligt sker, medan Fader Brown lätt ser den vardagliga förklaringen.

## Tolkningar och kritik
Medan de tidigaste novellerna blev mycket populära för att de var korta, innehöll både filosofiska diskussioner och humor, är reaktionerna på de senare berättelserna mer blandade. Efter att Chesterton blev katolik själv, tyckte vissa läsare att tonen i Fader Brown-berättelserna ändrades och blev mer dogmatiska, så att Fader Brown förvandlades från att vara en välutbildad man med insikter i det sekulära såväl som det religiösa, till att bli en predikare av katolska läror.
Andra menar att det stora problemet med novellerna är att de tyngs av rasism och andra fördomar, mot till exempel hinduer ("The God of the Gongs"), som avbildas på ett stereotypt sätt.

## Father Brown i andra medier
- 1954 kom en Fader Brown-film med sir Alec Guinness i huvudrollen och flera andra storstjärnor i de andra rollerna.
- 1974 gjordes en TV-serie (som också visats i svensk television) om Fader Brown, med Kenneth More i titelrollen.
- 2013 inleddes en brittisk TV-serie med namnet "Father Brown", som utspelas på 1950-talet. Huvudpersonen, spelad av Mark Williams, är en katolsk präst vid namn "fader Brown", som påminner mycket om Chestertons romankaraktär, och flera av avsnittens titlar är hämtade från Chestertons noveller om fader Brown. I ett par avsnitt medverkar även mästertjuven Flambeau.
- Det har även producerats två tyska filmer och en tysk TV-serie om Fader Brown.